# 35. Kongress der Vereinigten Staaten
Der 35. Kongress der Vereinigten Staaten, bestehend aus dem Repräsentantenhaus und dem Senat, war die Legislative der Vereinigten Staaten. Seine Legislaturperiode dauerte vom 4. März 1857 bis zum 4. März 1859. Alle Abgeordneten des Repräsentantenhauses sowie ein Drittel der Senatoren (Klasse I) waren im Jahr 1856 bei den Kongresswahlen gewählt worden. Dabei ergab sich in beiden Kammern eine Mehrheit für die Demokratische Partei, die mit James Buchanan auch den Präsidenten stellte. Der Kongress tagte in der amerikanischen Bundeshauptstadt Washington, D.C. Die Vereinigten Staaten bestanden zu Beginn der Legislaturperiode aus 31 Bundesstaaten. Diese Zahl erhöhte sich bis 1859 durch den Beitritt der Staaten Minnesota und Oregon auf 33. Die Sitzverteilung im Repräsentantenhaus basierte auf der Volkszählung von 1850.

## Wichtige Ereignisse
Siehe auch 1857 1858 und 1859
- 4. März 1857: Beginn der Legislaturperiode des 35. Kongresses. Gleichzeitig wird der ebenfalls im November 1856 gewählte neue Präsident James Buchanan in sein Amt eingeführt. Er löst Franklin Pierce ab.
- Die gesamte Legislaturperiode ist von den Spannungen zwischen dem Norden und dem Süden im Vorfeld des Amerikanischen Bürgerkriegs geprägt. Es kommt bereits in einigen Gegenden vor allem im späteren Staat Kansas zu Unruhen. Siehe auch  Bleeding Kansas. Außerdem gehen im Westen die Indianerkriege weiter. Zum ersten Mal ist die im Jahr 1854 gegründete Republikanische Partei eine ernstzunehmende politische Kraft im Kongress.
- 6. März 1857: Der Oberste Gerichtshof der USA verkündet sein Urteil im Fall Dred Scott v. Sandford, das die Rechte der Sklavenhalter stärkt.
- 23. März 1857: In New York City wird der erste Fahrstuhl in ein Gebäude eingebaut. Hersteller ist Elisha Graves Otis.
- 11. Mai 1858: Minnesota wird 32. Bundesstaat der USA.
- 29. Juli 1858: Zwischen den USA und Japan wird der Harris-Vertrag abgeschlossen.
- November 1858: Kongresswahlen in den USA.  Die Demokraten verteidigen ihre Mehrheit im Senat, verlieren aber ihre Mehrheit im Repräsentantenhaus an die Republikaner.
- 14. Februar 1859: Oregon wird 33. Bundesstaat der USA.

## Zusammensetzung nach Parteien

### Senat
- Demokratische Partei: 41
- Republikanische Partei: 20
- American Party: 5
- Vakant: 0

Gesamt: 66 Stand am Ende der Legislaturperiode

### Repräsentantenhaus
- Demokratische Partei: 132
- Republikanische Partei: 90
- American Party: 14
- Unabhängiger Demokrat: 1
- Vakant: 0

Gesamt: 237 Stand am Ende der Legislaturperiode
Außerdem gab es noch sieben nicht stimmberechtigte Kongressdelegierte.

## Amtsträger

### Senat
- Präsident des Senats: John C. Breckinridge (D)
- Präsident pro tempore: Thomas Jefferson Rusk (D) bis zum 29. Juli 1857. Danach ab Dezember 1857 Benjamin Fitzpatrick (D) Dazwischen Sitzungspause.

### Repräsentantenhaus
- Sprecher des Repräsentantenhauses: James Lawrence Orr (D)

## Senatsmitglieder
Im 35. Kongress vertraten folgende Senatoren ihre jeweiligen Bundesstaaten:
| Alabama - 2. Clement Claiborne Clay (D) - 3. Benjamin Fitzpatrick (D) Arkansas - 2. William King Sebastian (D) - 3. Robert Ward Johnson (D) Kalifornien - 1. David C. Broderick (D) - 3. William M. Gwin (D) Connecticut - 1. James Dixon (R) - 3. Lafayette S. Foster (R) Delaware - 1. James A. Bayard (D) - 2. Martin W. Bates (D) Florida - 1. Stephen Mallory (D) - 3. David Levy Yulee (D) Georgia - 2. Robert Augustus Toombs (D) - 3. Alfred Iverson (D) Illinois - 2. Stephen A. Douglas (D) - 3. Lyman Trumbull (R) Indiana - 1. Jesse D. Bright (D) - 3. Graham N. Fitch (D) Iowa - 2. George W. Jones (D) - 3. James Harlan (R) Kentucky - 2. John Burton Thompson (A) - 3. John J. Crittenden (A) Louisiana - 2. Judah Philip Benjamin (D) - 3. John Slidell (D) Maine - 1. Hannibal Hamlin (R) - 2. William P. Fessenden (R) Maryland - 1. Anthony Kennedy (A) - 3. James Pearce (D) Massachusetts - 1. Charles Sumner (R) - 2. Henry Wilson (R) Michigan - 1. Zachariah Chandler (R) - 2. Charles E. Stuart (D) Minnesota - 1. Henry Mower Rice (D) ab dem 11. Mai 1858 - 2. James Shields (D) ab dem 11. Mai 1858 Mississippi - 1. Jefferson Davis (D) - 2. Albert G. Brown (D) | Missouri - 1. Trusten Polk (D) - 3. James S. Green (D) New Hampshire - 2. John P. Hale (R) - 3. James Bell (R) bis zum 26. Mai 1857 - Daniel Clark (R) ab dem 27. Juni 1857 New Jersey - 1. John Renshaw Thomson (D) - 2. William Wright (D) New York - 1. Preston King (R) - 3. William H. Seward (R) North Carolina - 2. David Settle Reid (D) - 3. Asa Biggs (D) bis zum 5. Mai 1858 - Thomas Lanier Clingman (D) ab dem 7. Mai 1858 Ohio - 1. Benjamin Wade (R) - 3. George E. Pugh (D) Oregon - 2. Delazon Smith (D) ab dem 14. Februar 1859 - 3. Joseph Lane (D) ab dem 14. Februar 1859 Pennsylvania - 1. Simon Cameron (R) - 3. William Bigler (D) Rhode Island - 1. James F. Simmons (R) - 2. Philip Allen (D) South Carolina - 2. Josiah J. Evans (D) bis zum 6. Mai 1858 - Arthur P. Hayne (D) Vom 11. Mai bis zum 2. Dezember 1858 - James Chesnut (D) ab dem 3. Dezember 1858 - 3. Andrew Butler (D) bis zum 25. Mai 1857 - James Henry Hammond (D) ab dem 7. Dezember 1857 Tennessee - 1. Andrew Johnson (D) - 2. John Bell (A) Texas - 1. Thomas Jefferson Rusk (D) bis zum 29. Juli 1857 - James Pinckney Henderson (D) zwischen dem 9. Nov. 1857 und dem 4. Juni 1858 - Matthias Ward (D) ab dem 27. September 1857 - 2. Sam Houston (A) Vermont - 1. Solomon Foot (R) - 3. Jacob Collamer (R) Virginia - 1. James Murray Mason (D) - 2. Robert Hunter (D) Wisconsin - 1. James Rood Doolittle (R) - 3. Charles Durkee (R) |

## Mitglieder des Repräsentantenhauses
Folgende Kongressabgeordnete vertraten im 35. Kongress die Interessen ihrer jeweiligen Bundesstaaten:
| Alabama 7 Wahlbezirke - 1. James Adams Stallworth (D) - 2. Eli Sims Shorter (D) - 3. James Ferguson Dowdell (D) - 4. Sydenham Moore (D) - 5. George S. Houston (D) - 6. Williamson Cobb (D) - 7. Jabez Curry (D) Arkansas 2 Wahlbezirke - 1. Alfred B. Greenwood (D) - 2. Edward A. Warren (D) Kalifornien Staatsweite Wahl - Joseph C. McKibbin (D) - Charles L. Scott (D) Connecticut 4 Wahlbezirke - 1. Ezra Clark (R) - 2. Samuel Arnold (D) - 3. Sidney Dean (R) - 4. William D. Bishop (D) Delaware Staatsweite Wahl - William G. Whiteley (D) Florida Staatsweit - George Sydney Hawkins (D) Georgia 8 Wahlbezirke - 1. James Lindsay Seward (D) - 2. Martin Jenkins Crawford (D) - 3. Robert Pleasant Trippe (A) - 4. Lucius Jeremiah Gartrell (D) - 5. Augustus Romaldus Wright (D) - 6. James Jackson (D) - 7. Joshua Hill (A) - 8. Alexander Hamilton Stephens (D) Illinois 9 Wahlbezirke - 1. Elihu B. Washburne (R) - 2. John F. Farnsworth (R) - 3. Owen Lovejoy (R) - 4. William Kellogg (R) - 5. Isaac N. Morris (D) - 6. Thomas L. Harris (D) bis zum 24. November 1858 - Charles D. Hodges (D) ab dem 4. Januar 1859 - 7. Aaron Shaw (D) - 8. Robert Smith (D) - 9. Samuel S. Marshall (D) Indiana 11 Wahlbezirke - 1. James Lockhart (D) bis zum 7. September 1857 - William E. Niblack (D) ab dem 7. Dezember 1857 - 2. William Hayden English (D) - 3. James Hughes (D) - 4. James B. Foley (D) - 5. David Kilgore (R) - 6. James M. Gregg (D) - 7. John G. Davis (D) - 8. James Wilson (R) - 9. Schuyler Colfax (R) - 10. Samuel Brenton (R) bis zum 29. März 1857 - Charles Case (R) ab dem 7. Dezember 1857 - 11. John U. Pettit (R) Iowa 2 Wahlbezirke - 1. Samuel Ryan Curtis (R) - 2. Timothy Davis (R) Kentucky 10 Wahlbezirke - 1. Henry Cornelius Burnett (D) - 2. Samuel Peyton (D) - 3. Warner Underwood (A) - 4. Albert G. Talbott (D) - 5. Joshua Jewett (D) - 6. John Milton Elliott (D) - 7. Humphrey Marshall (A) - 8. James Brown Clay (D) - 9. John Calvin Mason (D) - 10. John W. Stevenson (D) Louisiana 4 Wahlbezirke - 1. George Eustis (A) - 2. Miles Taylor (D) - 3. Thomas G. Davidson (D) - 4. John M. Sandidge (D) Maine 6 Wahlbezirke - 1. John M. Wood (R) - 2. Charles J. Gilman (R) - 3. Nehemiah Abbott (R) - 4. Freeman H. Morse (R) - 5. Israel Washburn (R) - 6. Stephen Clark Foster (R) Maryland 6 Wahlbezirke. - 1. James Augustus Stewart (D) - 2. James Barroll Ricaud (A) - 3. James Morrison Harris (A) - 4. Henry Winter Davis (A) - 5. Jacob Michael Kunkel (D) - 6. Thomas Fielder Bowie (D) Massachusetts 11 Wahlbezirke - 1. Robert Bernard Hall (R) - 2. James Buffinton (R) - 3. William S. Damrell (R) - 4. Linus B. Comins (R) - 5. Anson Burlingame (R) - 6. Timothy Davis (R) - 7. Nathaniel Prentiss Banks (R) bis zum 24. Dezember 1857 - Daniel W. Gooch (R) ab dem 31. Januar 1858 - 8. Chauncey L. Knapp (R) - 9. Eli Thayer (R) - 10. Calvin C. Chaffee (R) - 11. Henry L. Dawes (R) Michigan 4 Wahlbezirke - 1. William Alanson Howard (R) - 2. Henry Waldron (R) - 3. David S. Walbridge (R) - 4. DeWitt C. Leach (R) Minnesota Staatsweite Wahlen - James M. Cavanaugh (D) ab dem 11. Mai 1858 - William Wallace Phelps (D) ab dem 11. Mai 1858 Mississippi 5 Wahlbezirke - 1. Lucius Lamar (D) - 2. Reuben Davis (D) - 3. William Barksdale (D) - 4. Otho R. Singleton (D) - 5. John A. Quitman (D) bis zum 17. Juli 1858 - John J. McRae (D) ab dem 7. Dezember 1858 Missouri 7 Wahlbezirke - 1. Francis Blair (R) - 2. Thomas Lilbourne Anderson (A) - 3. John Bullock Clark (D) ab dem 7. Dezember 1857 - 4. James Craig (D) - 5. Samuel H. Woodson (A) - 6. John S. Phelps (D) - 7. Samuel Caruthers (D) New Hampshire 3 Wahlbezirke - 1. James Pike (R) - 2. Mason Tappan (R) - 3. Aaron H. Cragin (R) New Jersey 5 Wahlbezirke - 1. Isaiah D. Clawson (R) - 2. George R. Robbins (R) - 3. Garnett Adrain (D) - 4. John Huyler (D) - 5. Jacob R. Wortendyke (D) | New York 33 Wahlbezirke. - 1. John A. Searing (D) - 2. George Taylor (D) - 3. Daniel E. Sickles (D) - 4. John Kelly (D) bis zum 25. Dezember 1858 - Thomas J. Barr (D) ab dem 7. Januar 1859 - 5. William B. Maclay (D) - 6. John Cochrane (D) - 7. Elijah Ward (D) - 8. Horace F. Clark (D) - 9. John B. Haskin (D) - 10. Ambrose S. Murray (R) - 11. William Fiero Russell (D) - 12. John Thompson (R) - 13. Abram B. Olin (R) - 14. Erastus Corning (D) - 15. Edward Dodd (R) - 16. George William Palmer (R) - 17. Francis E. Spinner (R) - 18. Clark B. Cochrane (R) - 19. Oliver A. Morse (R) - 20. Orsamus B. Matteson (R) - 21. Henry Bennett (R) - 22. Henry C. Goodwin (R) - 23. Charles B. Hoard (R) - 24. Amos P. Granger (R) - 25. Edwin B. Morgan (R) - 26. Emory B. Pottle (R) - 27. John M. Parker (R) - 28. William H. Kelsey (R) - 29. Samuel G. Andrews (R) - 30. Judson W. Sherman (R) - 31. Silas Mainville Burroughs (R) - 32. Israel T. Hatch (D) - 33. Reuben Fenton (R) North Carolina 8 Wahlbezirke - 1. Henry Marchmore Shaw (D) - 2. Thomas Ruffin (D) - 3. Warren Winslow (D) - 4. Lawrence O’Bryan Branch (D) - 5. John Adams Gilmer (A) - 6. Alfred Moore Scales (D) - 7. Francis Burton Craige (D) - 8. Thomas Lanier Clingman (D) bis zum 7. Mai 1858 - Zebulon Baird Vance (D) ab dem 7. Dezember 1858 Ohio 21 Wahlbezirke - 1. George H. Pendleton (D) - 2. William S. Groesbeck (D) - 3. Lewis D. Campbell (R) bis zum 25. Mai 1858 - Clement Vallandigham (D) ab dem 25. Mai 1858 - 4. Matthias H. Nichols (R) - 5. Richard Mott (R) - 6. Joseph R. Cockerill (D) - 7. Aaron Harlan (R) - 8. Benjamin Stanton (R) - 9. Lawrence W. Hall (D) - 10. Joseph Miller (D) - 11. Valentine B. Horton (R) - 12. Samuel S. Cox (D) - 13. John Sherman (R) - 14. Philemon Bliss (R) - 15. Joseph Burns (D) - 16. Cydnor B. Tompkins (R) - 17. William Lawrence (D) - 18. Benjamin F. Leiter (R) - 19. Edward Wade (R) - 20. Joshua Reed Giddings (R) - 21. John Bingham (R) Oregon Staatsweite Wahl - La Fayette Grover (D) ab dem 14. Februar 1859 Pennsylvania 25 Wahlbezirke - 1. Thomas Birch Florence (D) - 2. Edward Joy Morris (R) - 3. James Landy (D) - 4. Henry Myer Phillips (D) - 5. Owen Jones (D) - 6. John Hickman (D) - 7. Henry Chapman (D) - 8. Jehu Glancy Jones (D) bis zum 30. Oktober 1858 - William High Keim (R) ab dem 7. Dezember 1858 - 9. Anthony Ellmaker Roberts (R) - 10. John Christian Kunkel (R) - 11. William Lewis Dewart (D) - 12. John Gallagher Montgomery (D) bis zum 24. April 1857 - Paul Leidy (D) ab dem 7. Dezember 1857 - 13. William Harrison Dimmick (D) - 14. Galusha A. Grow (R) - 15. Allison White (D) - 16. John Alexander Ahl (D) - 17. Wilson Reilly (D) - 18. John Rufus Edie (R) - 19. John Covode (R) - 20. William Montgomery (D) - 21. David Ritchie (R) - 22. Samuel Anderson Purviance (R) - 23. William Stewart (R) - 24. James Lisle Gillis (D) - 25. John Dick (R) Rhode Island 2 Wahlbezirke - 1. Nathaniel B. Durfee (R) - 2. William Daniel Brayton (R) South Carolina 6 Wahlbezirke - 1. John McQueen (D) - 2. William Porcher Miles (D) - 3. Laurence Massillon Keitt (D) - 4. Milledge Luke Bonham (D) - 5. James Lawrence Orr (D) - 6. William Waters Boyce (D) Tennessee 10 Wahlbezirke - 1. Albert Galiton Watkins (D) - 2. Horace Maynard (A) - 3. Samuel Axley Smith (D) - 4. John Houston Savage (D) - 5. Charles Ready (A) - 6. George Jones (D) - 7. John Vines Wright (D) - 8. Felix Zollicoffer (A) - 9. John Atkins (D) - 10. William Tecumsah Avery (D) Texas 2 Wahlbezirke - 1. John Henninger Reagan (D) - 2. Guy M. Bryan (D) Vermont 3 Wahlbezirke - 1. Eliakim Persons Walton (R) - 2. Justin Smith Morrill (R) - 3. Homer Elihu Royce (R) Virginia 13 Wahlbezirke - 1. Muscoe Garnett (D) - 2. John Millson (D) - 3. John Caskie (D) - 4. William Goode (D) - 5. Thomas Stanley Bocock (D) - 6. Paulus Powell (D) - 7. William Smith (D) - 8. Charles J. Faulkner (D) - 9. John Letcher (D) - 10. Sherrard Clemens (D) - 11. Albert Gallatin Jenkins (D) - 12. Henry A. Edmundson (D) - 13. George Washington Hopkins (D) Wisconsin 3 Wahlbezirke - 1. John F. Potter (R) - 2. Cadwallader C. Washburn (R) - 3. Charles Billinghurst (R) |

Nicht stimmberechtigte Mitglieder im Repräsentantenhaus:
- Kansas-Territorium: Marcus Junius Parrott (R)
- Minnesota-Territorium: William W. Kingsbury (D) bis zum 11. Mai 1858
- Nebraska-Territorium: Fenner Ferguson (D)
- New-Mexico-Territorium: Miguel Antonio Otero (D)
- Oregon-Territorium: Joseph Lane (D) bis zum 14. Februar 1859
- Utah-Territorium: John Milton Bernhisel
- Washington-Territorium: Isaac Ingalls Stevens (D)